# Goodbye to Gravity
Goodbye to Gravity war eine 2011 gegründete, rumänische Metalcore-Band aus Bukarest. Nach einem selbstproduzierten Album erschien ihr Debütalbum im Oktober 2015 bei Universal Music Romania. Bei einem Konzert anlässlich der Veröffentlichung des Albums kam es zu einer Brandkatastrophe, bei der die beiden Gitarristen sofort sowie der Schlagzeuger und der Bassist später ums Leben kamen und der Sänger schwer verletzt wurde.

## Geschichte
Die Gruppe wurde 2011 in der rumänischen Hauptstadt Bukarest gegründet und besteht aus Andrei Galut (Gesang) Alex Pascu (Bassgitarre), Vlad Țelea (Gitarre), Mihai Alexandru (Gitarre) und Bogdan Enache (Schlagzeug). Andrei Galut ist Gewinner bei Megastar, dem rumänischen Format von American Idol, wo er 2008 teilnahm. Drei der Musiker spielten zuvor in der Heavy-Metal-Band Thunderstorm, die mit dem Running-Wild-Gitarristen Preacher ein Lied für das Running-Wild-Tribut-Album ReUnation aufnahm. Am 1. Juli 2011 spielte Goodbye to Gravity auf dem Béstfest gemeinsam mit Acts wie Skunk Anansie und Flogging Molly. Insgesamt besuchten in diesem Jahr 38,000 Menschen das 5-tägige Musikfestival. Am 9. Oktober spielte die Gruppe auf dem Romanian Metal Meeting gemeinsam mit Pain of Salvation, Von Hertzen Brothers und White Walls.
Das gleichnamige Debütalbum, welches 2012 erschien, wurde von Jens Bogren, der bereits mit Soilwork, Katatonia und Amon Amarth arbeitete, in den Fascination Street Studios in Örebro, Schweden neu gemastert. Produziert wurde das Album von Alex Pascu und Costin Dumitrache in den Train 150 Studios in Bukarest. Die Gruppe nahm bei den „New Blood Awards“ teil, wo es die Gruppe ins Finale geschafft hat. Am 15. August 2012 trat die Gruppe gemeinsam mit Buffet of Fate, Amoeba, Obscure Sphinx, Without Words und Asirius auf dem Summer Breeze vor einer gewählten Fachjury auf. Am späteren Abend spielten auf dieser Stage Bands wie Tasters, Graveworm und Rage. Der Sieger sollte einen Tag später das Open-Air-Festival auf einen der beiden „Pain“-Hauptbühne eröffnen. Am selben Tag sollten dort Eluveitie, Deathstars und Every Time I Die spielen. Die Gruppe unterlag im Finale knapp gegen die Gruppe Obscura Sphinx aus Polen.
Am 16. September 2012 veröffentlichte die Band das Musikvideo zum Stück The Cage. Im Rahmen der Metalhead Awards spielte Goodbye to Gravity am 31. Januar 2013 gemeinsam mit der Black-Metal-Band Negura Bunget in Bukarest. Die Gruppe gewannen einen Award in der Kategorie Metal-Album des Jahres 2012. Die Gruppe nahm am Ringrocker Bandcontest teil, wo sie von einer ausgewählten Jury auf den vierten Platz gewählt wurde. In der zweiten Runde verpasste die Gruppe einen Platz unter den besten 10 und schied als Elfter aus.
Am 27. Juli 2013 spielte die Gruppe auf dem Rock the City in Bukarest gemeinsam mit Enslaved und Heaven Shall Burn. Gemeinsam mit Produzent Kostas Kalimeris, welcher bereits mit Bring Me the Horizon und Joe Bonamassa zusammenarbeitete, nahm die Gruppe im Studio Traian 150 in Bukarest das zweite Studioalbum auf. Dieses trägt den Namen Mantras of War und wurde am 30. Oktober 2015 über Universal Music Romania veröffentlicht.

### Brandkatastrophe am 30. Oktober 2015
Bei dem am selben Tag erfolgten Auftritt zur Veröffentlichung der neuen CD im Klub Colectiv in Bukarest kam es zu einem Feuer mit mindestens 64 Toten und über 180 Verletzten. Das Konzert, bei dem auch „pyrotechnische Effekte“ eingesetzt wurden, begann um 21 Uhr, bevor gegen 22:30 Uhr die ersten Notrufe bei Rettungsdiensten eingingen. Die Pyrotechnik entzündete wahrscheinlich die Schallisolierung der Decke, woraufhin es in dem überfüllten Klub zu einer Massenpanik kam, da nicht alle Notausgänge zugänglich waren. Die beiden Gitarristen Vlad Țelea und Mihai Alexandru kamen beim Brand im Klub Colectiv ums Leben. Der Sänger Andrei Găluț, Bassist Alex Pascu und Schlagzeuger Bogdan Lavinius erlitten bei dem Unglück schwere Verbrennungen.
Bogdan Lavinius starb am 8. November 2015, als er mit dem Flugzeug nach Zürich zur Behandlung verlegt werden sollte. Das Flugzeug kehrte noch nach Bukarest zurück, doch Lavinius starb dort trotz sofort eingeleiteten Bemühungen der dortigen Ärzte.
Alex Pascu starb am 11. November 2015, nachdem er von einem Bukarester Krankenhaus nach Paris zur Weiterbehandlung ausgeflogen wurde.
Auf Initiative eines Fans der Band wurden die Namen der verstorbenen Musiker auf einem Mikrochip an Bord des Landers der InSight eingraviert. Insgesamt wurden Menschen aus 230 Staaten registriert, 8.000 alleine in Rumänien.

## Musikstil
Die Gruppe spielte klassischen Metalcore, bei dem Einflüsse aus dem traditionellen Heavy Metal heraushörbar sind. In den meisten Songs der Band sind auch Breakdowns zu finden. Die Songtexte sind größtenteils oder ausschließlich in der englischen Sprache verfasst.

## Diskografie
- 2012: Goodbye to Gravity (Eigenproduktion)
- 2015: Mantras of War (Universal Music Romania)

## Auszeichnungen
- New Blood Awards
  - 2012: Finalist
- Metalhead Awards
  - 2012: Bestes Metal-Album 2012, gewonnen
- Ringrocker Bandcontest
  - 2013: 11. Platz von 50 (2. Runde), 4. Platz von 313 Teilnehmern (1. Runde)